# Malacosteus
Malacosteus – rodzaj głębinowych ryb z rodziny wężorowatych (Stomiidae). 

## Klasyfikacja
Gatunki zaliczane do tego rodzaju:
- Malacosteus australis
- Malacosteus niger